# 大布朗库尔
大布朗库尔（法語：Brancourt-le-Grand，法語發音：[bʁɑ̃kuʁ lə ɡʁɑ̃]）是法国上法蘭西大區埃纳省的一个市镇，属于圣康坦区。

## 地理
大布朗库尔（49°58'36"N, 3°22'53"E）面积13.14 平方千米，位于法国上法蘭西大區埃纳省，该省份为法国北部内陆省份，北起北部省，西接索姆省和瓦兹省，东临阿登省和马恩省，西南至塞纳-马恩省，东北部与比利时接壤。
与大布朗库尔接壤的市镇（或旧市镇、城区）包括：博雷瓦尔、博安昂韦尔芒多瓦、大弗雷努瓦、蒙布勒安、普雷蒙。

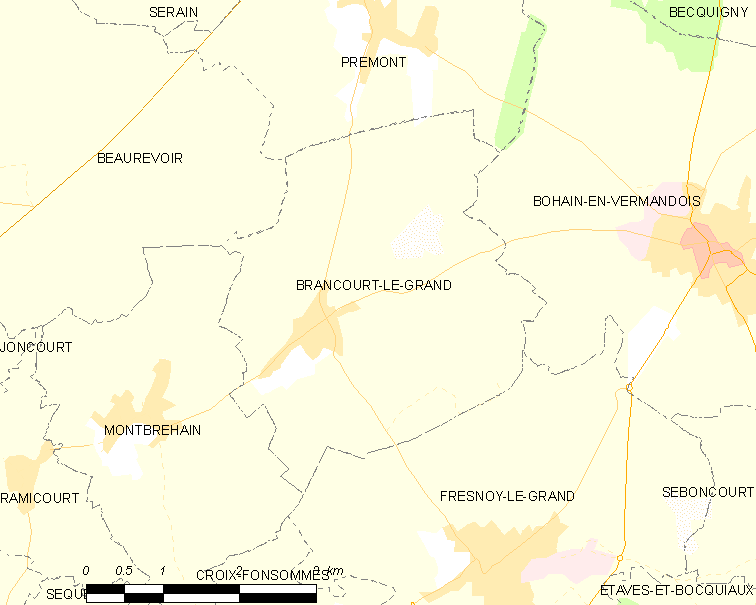
大布朗库尔的OSM定位图

大布朗库尔的时区为UTC+01:00、UTC+02:00（夏令时）。

## 行政
大布朗库尔的邮政编码为02110，INSEE市镇编码为02112。

## 政治
大布朗库尔所属的省级选区为博安昂韦尔芒多瓦县。

## 人口

1962-2008年间大布朗库尔人口变化图示

大布朗库尔于2022年1月1日时的人口数量为558人。